# SN 2003kv
SN 2003kv – supernowa typu Ia odkryta 27 listopada 2003 roku w galaktyce A020942-0346. W momencie odkrycia miała maksymalną jasność 23,40m.